# Pulp (Band)
Pulp ist eine britische Rockband, die 1978 von den Teenagern Jarvis Cocker und Peter Dalton in Sheffield unter dem Namen „Arabicus Pulp“ gegründet wurde. Sie zählte zu den wichtigsten Vertretern des Britpops in den 1990er Jahren und löste sich 2002 vorerst auf. Zwischen 2011 und 2013 erfolgte eine Tournee, 2023 wurde Pulp wiedervereinigt.

## Geschichte

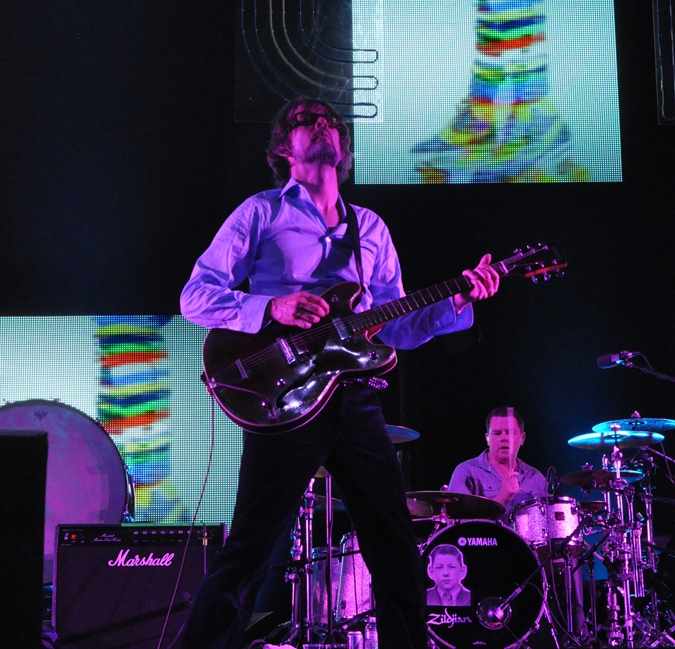
Jarvis Cocker (links) und Nick Banks (2012)

In der Anfangszeit traten Jarvis Cocker und Peter Dalton mit wechselnden Mitspielern auf. Sie verwendeten kurzzeitig die Namen Arabicus (nach der Kaffeesorte Arabica) oder Arabicus Pulp (nach dem Spielfilm Pulp), ehe man sich im November 1978 auf Pulp festlegte.
Nach der Veröffentlichung von Freaks und internen Turbulenzen hatte die Band gegen 1987 ein stabiles Line Up. Jarvis Cocker zog 1988 nach London und begann, Film am St. Martin's College zu studieren. Mit Separations entstand in dieser Zeit eine weitere Platte, diese wurde aber erst 1992 veröffentlicht.
Erst nach dem Erfolg von My Legendary Girlfriend erschienen bei Steve Becketts Gift-Label einige weitere Singles, darunter Babies, das der Band einen Majordeal bei Island Records verschaffte. His 'N' Hers, das Majordebüt, schaffte es in die britischen Top Ten und bekam ausgezeichnete Kritiken.
1995 erklomm die Single Common People Platz zwei der UK-Singlecharts. In dem Lied geht es um eine aus reichem Hause stammende griechische Studentin, die das Leben der einfachen Leute in London kennenlernen möchte. Über die Identität der Frau gab es viele Spekulationen, es könnte sich Medienberichten zufolge um die Künstlerin Danae Stratou, Ehefrau von Yanis Varoufakis, handeln.
Das Album Different Class stieg von 0 auf 1 in die Albumcharts ein und erreichte bereits in der zweiten Woche Platinstatus. Bekannt wurde die Band auch durch Disco 2000, das auf demselben Album zu finden ist. Dies war ihr kommerziell erfolgreichstes Lied.
Bei dem düsteren Album This Is Hardcore und der Vorabsingle Help The Aged 1998 blieben die Verkaufszahlen trotz positiver Kritiken hinter den Erwartungen zurück. Nach dem von Scott Walker produzierten Longplayer We Love Life (2001) und einem Best-Of-Album (2002) befand sich die Band in einer mehrjährigen Schaffenspause.
2011/12 kehrten Pulp mit einer Reunion-Tour auf die Bühne zurück. Cocker und Band traten unter anderem auf dem Primavera Festival in Barcelona, dem Melt (Ferropolis), dem Wireless Festival in London sowie dem Reading and Leeds Festivals auf. Die Tour endete am 8. Dezember 2012 mit einem Auftritt im Gründungsort Sheffield. Das letzte Konzert ist Thema des Dokumentarfilms Pulp: A Film About Life, Death and Supermarkets von 2014. Nach dem letzten Auftritt der Band am 2. Februar 2013 in der Jonathan Ross Show war Pulp wieder inaktiv.
Im Juli 2022 kündigte Jarvis Cocker Konzerte von Pulp für 2023 an.
Am 2. März 2023 starb Bassist Steve Mackey nach längerem Krankenhausaufenthalt im Alter von 56 Jahren.
Die Reunion-Tour von Pulp begann am 26. Mai 2023 mit einem Auftritt in Bridlington. Verstärkt wurde die Band von Andrew McKinney (Bass), Emma Smith (Gitarre und Violine) und Adam Betts (Gitarre, Perkussion und Keyboard).
Ende 2024 nahm Pulp innerhalb von drei Wochen ihr erstes Album seit 24 Jahren auf. More erschien am 6. Juni 2025.

## Diskografie

### Studioalben
| Jahr | Titel            | Höchstplatzierung, Gesamtwochen, AuszeichnungChartplatzierungen (Jahr, Titel, Platzierungen, Wochen, Auszeichnungen, Anmerkungen) | Höchstplatzierung, Gesamtwochen, AuszeichnungChartplatzierungen (Jahr, Titel, Platzierungen, Wochen, Auszeichnungen, Anmerkungen) | Höchstplatzierung, Gesamtwochen, AuszeichnungChartplatzierungen (Jahr, Titel, Platzierungen, Wochen, Auszeichnungen, Anmerkungen) | Höchstplatzierung, Gesamtwochen, AuszeichnungChartplatzierungen (Jahr, Titel, Platzierungen, Wochen, Auszeichnungen, Anmerkungen) | Höchstplatzierung, Gesamtwochen, AuszeichnungChartplatzierungen (Jahr, Titel, Platzierungen, Wochen, Auszeichnungen, Anmerkungen) | Anmerkungen                              |
| Jahr | Titel            | DE | AT | CH | UK | US | Anmerkungen                              |
| ---- | ---------------- | --- | --- | --- | --- | --- | ---------------------------------------- |
| 1983 | It               | — | — | — | — | — | Erstveröffentlichung: 18. April 1983     |
| 1987 | Freaks           | — | — | — | — | — | Erstveröffentlichung: 11. Mai 1987       |
| 1992 | Separations      | — | — | — | — | — | Erstveröffentlichung: 19. Juni 1992      |
| 1994 | His ’n’ Hers     | — | — | — | UK9 Gold · (55 Wo.)UK | — | Erstveröffentlichung: 18. April 1994     |
| 1995 | Different Class  | DE71 (9 Wo.)DE | AT24 (12 Wo.)AT | — | UK1 ×4Vierfachplatin · (75 Wo.)UK                                                                                                 | — | Erstveröffentlichung: 30. September 1995 |
| 1998 | This Is Hardcore | DE24 (6 Wo.)DE | AT20 (6 Wo.)AT | CH31 (5 Wo.)CH | UK1 Silber · (25 Wo.)UK | US114 (2 Wo.)US | Erstveröffentlichung: 30. März 1998      |
| 2001 | We Love Life     | DE25 (3 Wo.)DE | AT36 (3 Wo.)AT | CH78 (2 Wo.)CH | UK6 Silber · (4 Wo.)UK | — | Erstveröffentlichung: 22. Oktober 2001   |
| 2025 | More             | DE9 (2 Wo.)DE | AT5 (3 Wo.)AT | CH7 (4 Wo.)CH | UK1 (5 Wo.)UK | — | Erstveröffentlichung: 6. Juni 2025       |

### Livealben, Kompilationen & EPs
| Jahr | Titel               | Höchstplatzierung, Gesamtwochen, AuszeichnungChartsChartplatzierungen (Jahr, Titel, Platzierungen, Wochen, Auszeichnungen, Anmerkungen) | Anmerkungen                             |
| Jahr | Titel               | UK | Anmerkungen                             |
| ---- | ------------------- | --- | --------------------------------------- |
| 1994 | The Sisters EP      | UK19 (8 Wo.)UK | Erstveröffentlichung: 23. Mai 1994      |
| 1996 | Countdown 1992–1983 | UK10 (6 Wo.)UK | Erstveröffentlichung: 11. März 1996     |
| 2002 | Hits                | UK71 Platin · (5 Wo.)UK | Erstveröffentlichung: 18. November 2002 |

Weitere Alben
- 1993: Intro – The Gift Recordings
- 1994: Masters of the Universe (Pulp On Fire 1985-86)
- 1998: Pulp Goes to the Disco
- 1998: Freshly Squeezed... the Early Years
- 1998: Primal: The Best of the Fire Years 1983–1992
- 1999: On Fire
- 2003: Pulp It Up
- 2006: The Peel Sessions
- 2012: Party Clowns: Live in London 1991

### Singles
| Jahr | Titel Album                                        | Höchstplatzierung, Gesamtwochen, AuszeichnungChartplatzierungen (Jahr, Titel, Album, Platzierungen, Wochen, Auszeichnungen, Anmerkungen) | Höchstplatzierung, Gesamtwochen, AuszeichnungChartplatzierungen (Jahr, Titel, Album, Platzierungen, Wochen, Auszeichnungen, Anmerkungen) | Höchstplatzierung, Gesamtwochen, AuszeichnungChartplatzierungen (Jahr, Titel, Album, Platzierungen, Wochen, Auszeichnungen, Anmerkungen) | Höchstplatzierung, Gesamtwochen, AuszeichnungChartplatzierungen (Jahr, Titel, Album, Platzierungen, Wochen, Auszeichnungen, Anmerkungen) | Anmerkungen                              |
| Jahr | Titel Album                                        | DE | AT | CH | UK | Anmerkungen                              |
| ---- | -------------------------------------------------- | --- | --- | --- | --- | ---------------------------------------- |
| 1993 | Lipgloss His ’n’ Hers                              | — | — | — | UK50 (3 Wo.)UK | Erstveröffentlichung: 15. November 1993  |
| 1994 | Do You Remember the First Time? His ’n’ Hers       | — | — | — | UK33 Silber · (8 Wo.)UK | Erstveröffentlichung: 21. März 1994      |
| 1995 | Common People Different Class                      | DE77 (4 Wo.)DE | — | CH42 (3 Wo.)CH | UK2 ×2Doppelplatin · (17 Wo.)UK | Erstveröffentlichung: 22. Mai 1995       |
| 1995 | Sorted for E's & Wizz / Mis-Shapes Different Class | — | — | — | UK2 Silber · (13 Wo.)UK | Erstveröffentlichung: 25. September 1995 |
| 1995 | Disco 2000 Different Class                         | DE47 (17 Wo.)DE | AT14 (9 Wo.)AT | — | UK7 Platin · (17 Wo.)UK | Erstveröffentlichung: 27. November 1995  |
| 1996 | Something Changed Different Class                  | — | — | — | UK10 (10 Wo.)UK | Erstveröffentlichung: 25. März 1996      |
| 1997 | Help the Aged This Is Hardcore                     | — | — | — | UK8 (10 Wo.)UK | Erstveröffentlichung: 10. Dezember 1997  |
| 1998 | This Is Hardcore                                   | — | — | — | UK12 (5 Wo.)UK | Erstveröffentlichung: 16. März 1998      |
| 1998 | A Little Soul This Is Hardcore                     | — | — | — | UK22 (3 Wo.)UK | Erstveröffentlichung: 8. Juni 1998       |
| 1998 | Party Hard This Is Hardcore                        | — | — | — | UK29 (2 Wo.)UK | Erstveröffentlichung: 7. September 1998  |
| 2001 | Sunrise / The Trees We Love Life                   | — | — | — | UK23 (3 Wo.)UK | Erstveröffentlichung: 8. Oktober 2001    |
| 2002 | Bad Cover Version We Love Life                     | — | — | — | UK27 (2 Wo.)UK | Erstveröffentlichung: 15. April 2002     |

Weitere Singles
- 1983: My Lighthouse
- 1983: Everybody's Problem
- 1985: Little Girl (with Blue Eyes)
- 1986: Dogs Are Everywhere
- 1987: They Suffocate at Night
- 1987: Master of the Universe
- 1991: My Legendary Girlfriend
- 1991: Countdown
- 1992: O.U.
- 1992: Babies (UK: Silber)
- 1992: Razzmatazz
- 2012: After You
- 2025: Spike Island
- 2025: Got To Have Love

## Auszeichnungen für Musikverkäufe
| Goldene Schallplatte - Spanien - 2024: für die Single Common People |

Anmerkung: Auszeichnungen in Ländern aus den Charttabellen bzw. Chartboxen sind in ebendiesen zu finden.
| Land/RegionAuszeichnungen für Musikverkäufe (Land/Region, Auszeichnungen, Verkäufe, Quellen) | Silber     | Gold     | Platin     | Verkäufe  | Quellen             |
| -------------------------------------------------------------------------------------------- | ---------- | -------- | ---------- | --------- | ------------------- |
| Spanien (Promusicae)                                                                         | —          | Gold1    | —          | 30.000    | elportaldemusica.es |
| Vereinigtes Königreich (BPI)                                                                 | 5× Silber5 | Gold1    | 8× Platin8 | 4.120.000 | bpi.co.uk           |
| Insgesamt                                                                                    | 5× Silber5 | 2× Gold2 | 8× Platin8 |           |                     |